# Rukiewnik wschodni
Rukiewnik wschodni (Bunias orientalis L.) – gatunek rośliny z rodziny kapustowatych. Rośnie dziko w południowej i środkowej Europie, Azji Zachodniej, na Kaukazie i Syberii Wschodniej. W Polsce gatunek inwazyjny, rozprzestrzenił się w ciągu kilkudziesięciu lat na całym terytorium, dawniej notowany tylko w południowo-wschodniej części kraju. Status gatunku we florze Polski: kenofit.

## Rozmieszczenie geograficzne
Ze względu na rozprzestrzenianie się gatunku w ciągu ostatnich stuleci, bardzo trudne jest jednoznaczne wskazanie obszaru jego naturalnego występowania. Niektórzy za obszar jego pochodzenia uznają Wyżynę Armeńską, inni rozciągają go na cały region Kaukazu, południową Rosję, południowo-wschodnią Europę (po Słowację i Węgry).
Jego rozprzestrzenianie się z Kaukazu poprzez Rosję w kierunku północnym i zachodnim rejestrowane było w XVII wieku i wiązane jest ze stosowaniem tej rośliny jako paszowej dla koni w rosyjskiej armii, zanieczyszczeniem eksportowanych z Rosji ziaren zbóż nasionami tego gatunku oraz rozprzestrzenianiem rukiewnika jako rośliny warzywnej. Na Wyspy Brytyjskie trafił i po raz pierwszy odnotowany został w 1731 roku. W Estonii gatunek zarejestrowany został w 1796, na Łotwie w 1803. W Szwecji po raz pierwszy stwierdzony został w 1768. We Francji w 1814. W Norwegii gatunek pojawił się w pierwszej dekadzie XIX wieku wraz z transportami zboża z Rosji. Na Litwie znany jest od 1885, a na współczesnych ziemiach Polski (na Śląsku) od 1881. W Niemczech gatunek rozprzestrzeniać się zaczął w latach 40. XX wieku. Do lat 80. XX wieku gatunek notowany był w Europie Środkowej i Zachodniej jako raczej nieliczny. Masowo rozprzestrzeniać się zaczął w ostatnich dekadach XX wieku. Miejscami do jego rozprzestrzenienia przysłużyły się prawdopodobnie także podejmowane w końcu XX wieku uprawy tego gatunku jako rośliny paszowej w krajach byłego Związku Radzieckiego.
Współcześnie w Europie gatunek jest pospolity w Rosji, w południowej Polsce i w południowych Niemczech, Austrii i Szwajcarii. Występuje poza tym w Słowacji, Czechach, Holandii, Belgii i Francji. Na północy rośnie w Wielkiej Brytanii, w Danii, Norwegii (do 64 szerokości północnej), w Finlandii i krajach bałtyckich. Na południu Europy notowany jest w Rumunii, Bułgarii, krajach byłej Jugosławii po Macedonię, w północnych Włoszech i nielicznie w Hiszpanii.
W Rosji rukiewnik rozprzestrzeniony jest na całym obszarze z wyjątkiem dalekiej północy, sięgając Dalekiego Wschodu. Jako introdukowany występuje w Kazachstanie, Mongolii oraz w północnych prowincjach Chin (Heilongjiang i Liaoning). Do Ameryki Północnej gatunek zawleczony został w latach 40. XX wieku (w 1944 stwierdzony w kanadyjskim Nowym Brunszwiku, w 1958 w Wisconsin (USA)). Współcześnie występuje w licznych stanach wschodniego wybrzeża USA oraz w regionie Wielkich Jezior Północnoamerykańskich, w południowo-wschodniej Kanadzie i w jej południowo-zachodniej części (w prowincji Kolumbia Brytyjska).

## Morfologia

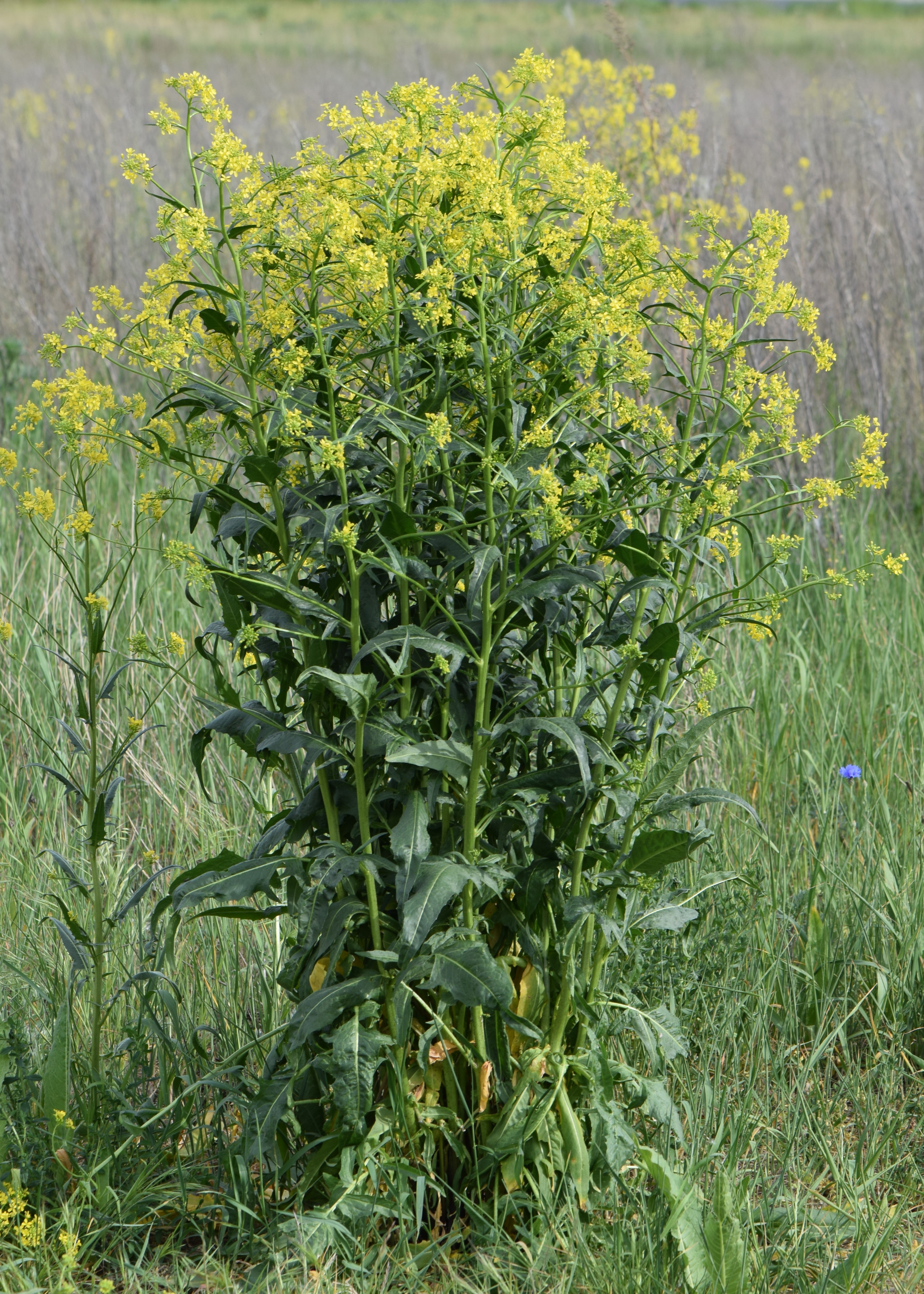
Pokrój

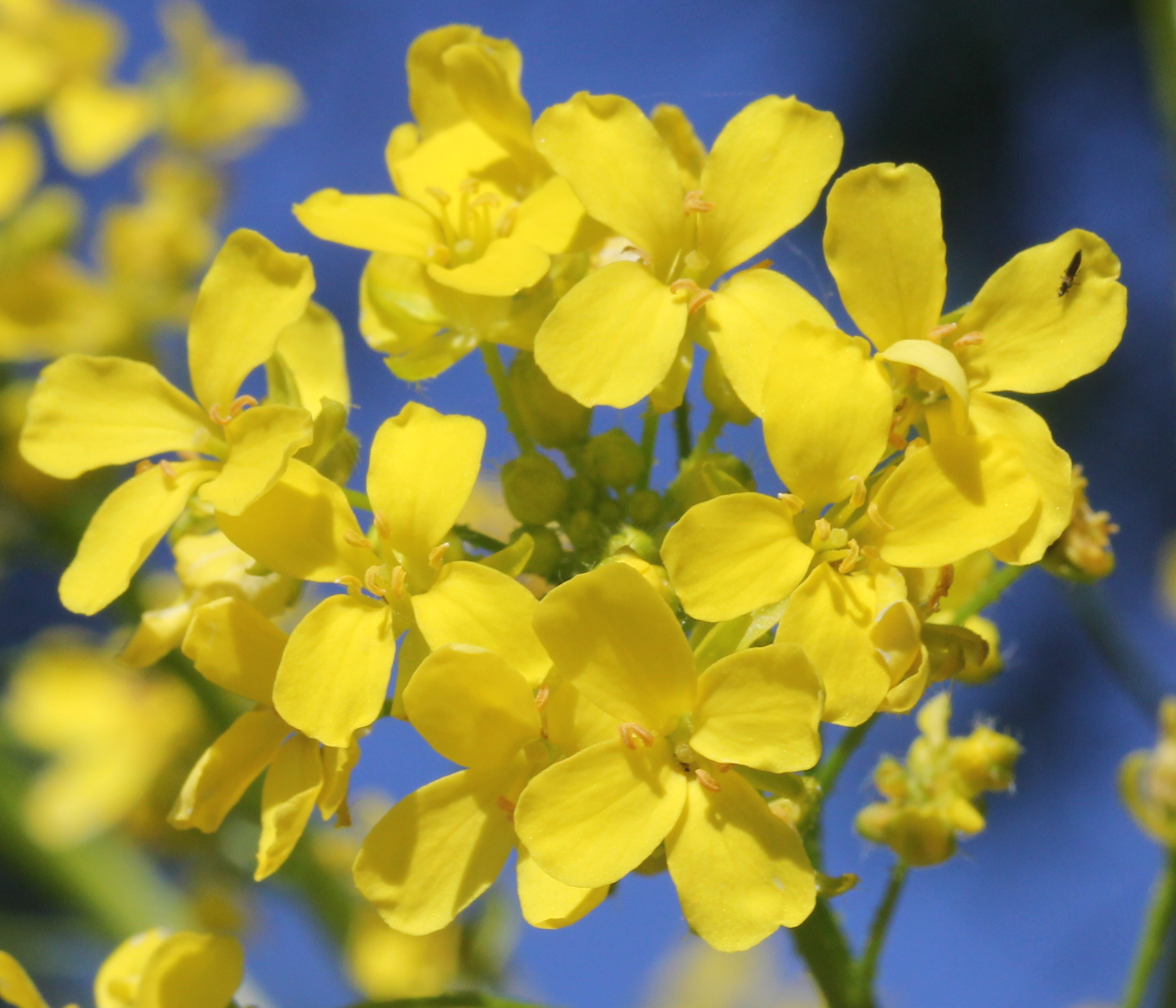
Kwiaty

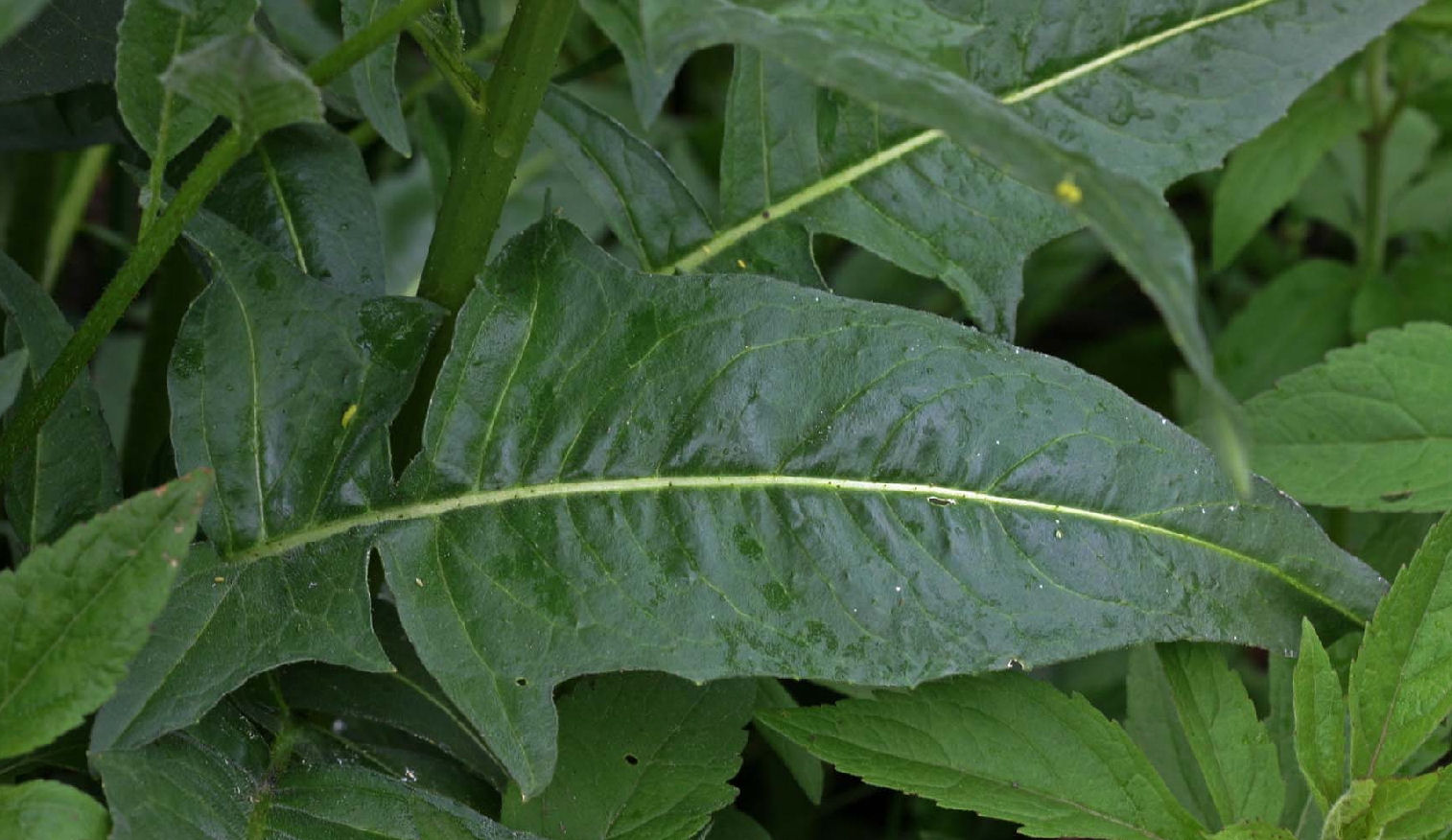
Liść

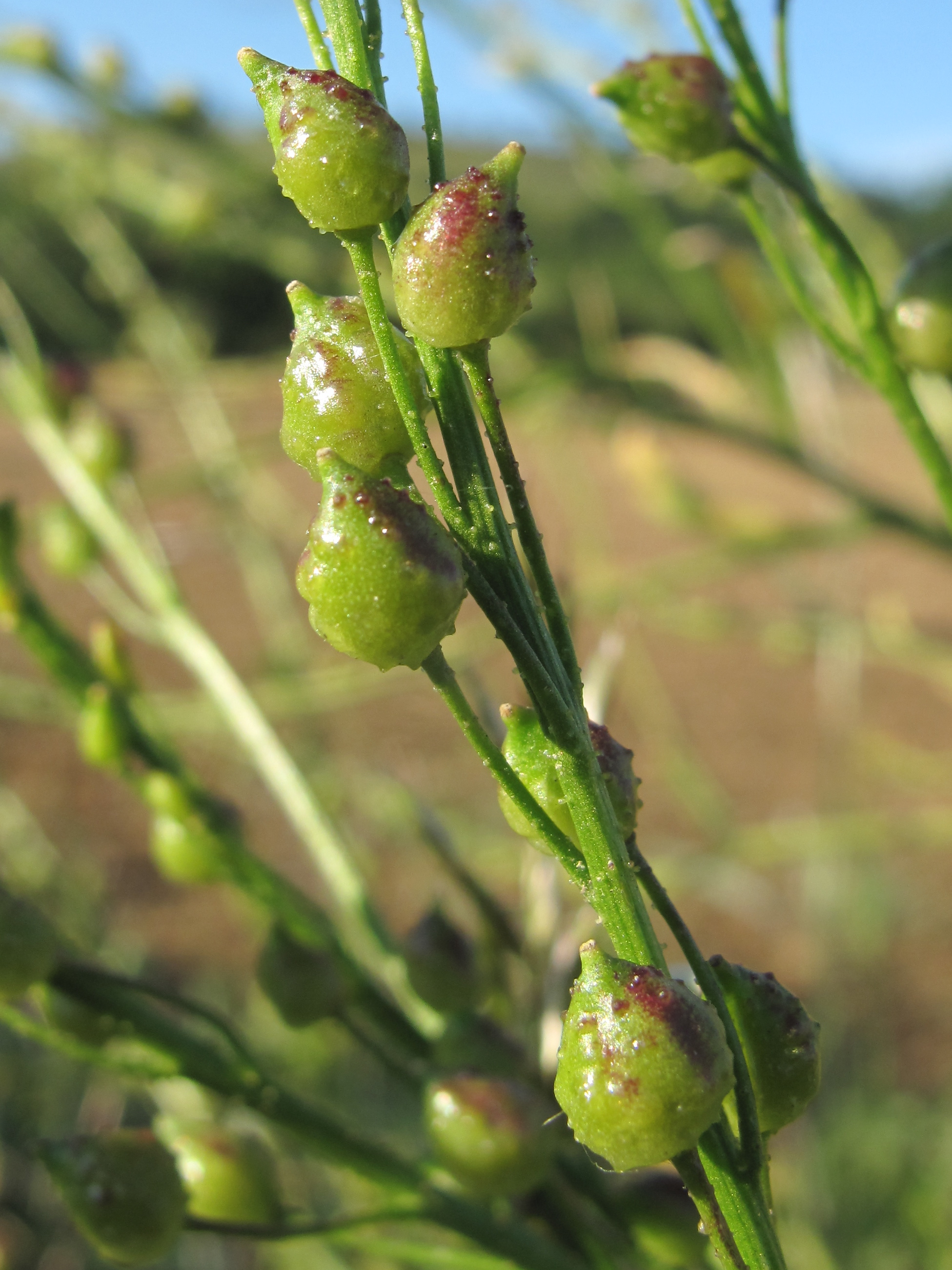
Owoce

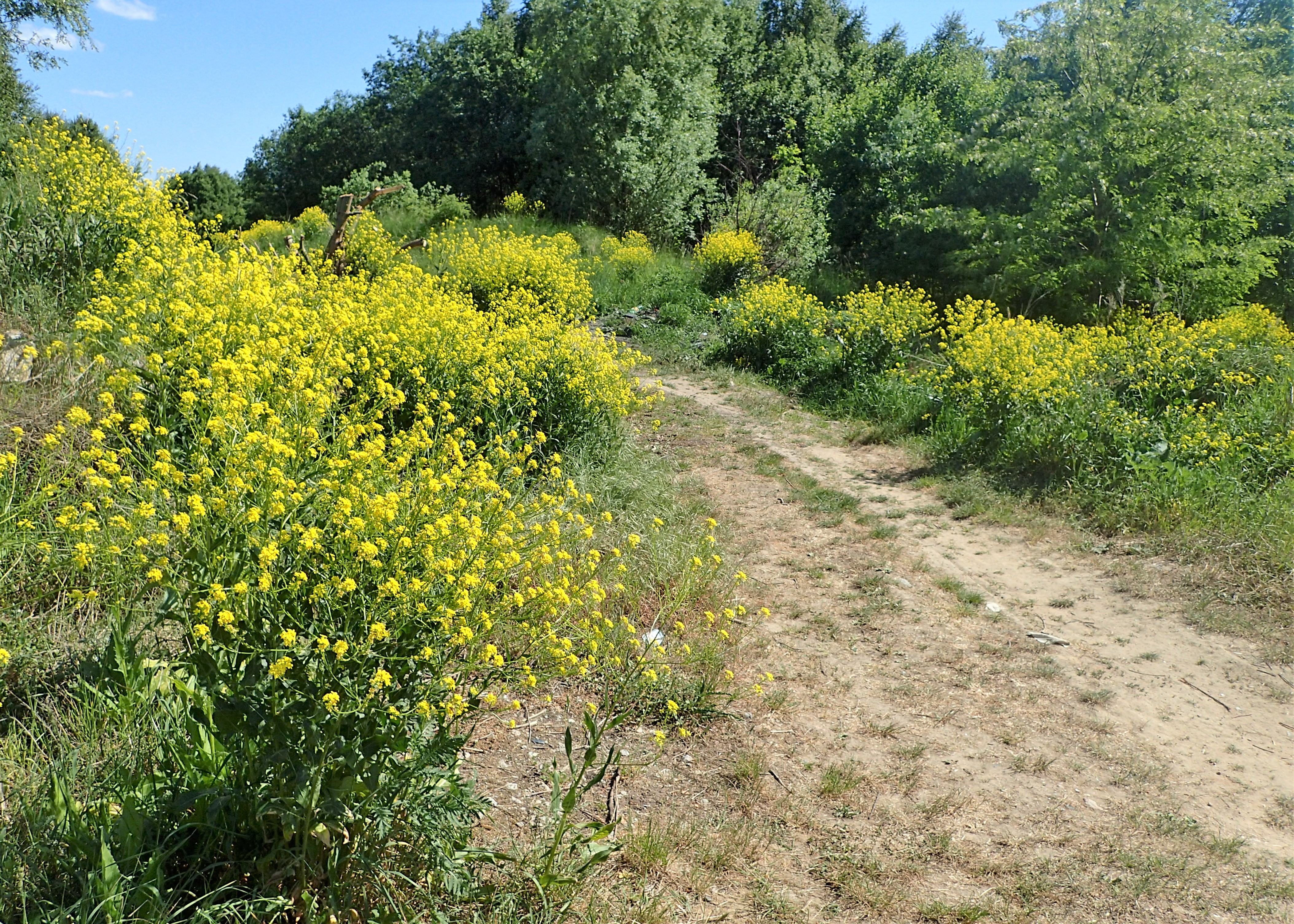
Masowe występowanie rukiewnika na obrzeżach Szczecina

PokrójOkazała roślina zielna, osiągająca zwykle do 1 m wysokości, rzadziej do 1,5 m, w górze silnie rozgałęziona. Podczas kwitnienia rozgałęzienia pędu nadają roślinie kulisty zarys. Pęd nagi lub słabo owłosiony, włoski pojedyncze i rozgałęzione z rzadkimi, gruczołowatymi brodawkami.
LiścieUlistnienie skrętoległe, przy czym dolne liście skupione są w różyczce, mają blaszkę lirowatą, pierzastodzielną. Liście te są ogonkowe i ogonki osiągają zwykle od 2 do 10, rzadko 15 cm długości. Odcinki blaszki są jajowato lancetowate i mniej lub bardziej odgięte do tyłu. Cała blaszka osiągać może do 40 cm długości i 14 cm szerokości. Średnica przyziemnej rozety osiąga ponad 1 m. Liście łodygowe są lancetowate, nierówno ząbkowane. Krótkogonkowe i siedzące.
KwiatyZebrane w gęste, wysokie, wielokwiatowe grona na szczytach pędów. Szypułki długości 1–2 cm, rozpostarte, proste. Kielich z działkami odstającymi długości 3–3,7 mm i szerokości 1–1,5 mm, żółtawe. Płatki korony złocistożółte, całobrzegie, długości 5–7 mm i szerokości 3–5 mm. U nasady z cienkim paznokciem o długości 1–2 mm. Pręcików jest 6, wyraźnie czterosilnych – 4 wewnętrzne są znacznie dłuższe od 2 zewnętrznych. Nitki pręcików są żółtawe i mają 1,5-3,5 mm długości. Główki podługowate, do 1 mm długości. U nasady każdego pręcika znajduje się miodnik. Słupek górny, z dwóch owocolistków.
OwoceŁuszczynki 1–2 komorowe, skośnie jajowate, brodawkowate, długości 4,5–7 mm i szerokości 3,5–4 mm, w górze zaostrzone i zakończone dzióbkiem o długości 0,5–1,2 mm. Osadzone są na szypułce długości 8–15 mm. Podczas dojrzewania drewnieją. Zawierają po dwa nasiona, które są brunatne, kulistawe i osiągają 2,5-3,3 mm długości i 1,5–2 mm szerokości.

## Biologia
Roślina dwuletnia i bylina, hemikryptofit. W odpowiednich warunkach rukiewnik jest długowieczny, osiągając ponad 12 lat życia. Kwitnienie przypada na okres od maja do sierpnia. Kwiaty zapylane są przez błonkówki i muchówki, ale też są samopylne. Owoce dojrzewają w okresie od lipca do sierpnia. Na jednej roślinie powstaje średnio 5 tys. nasion. Na stanowiskach rukiewnika bywa ich średnio 1 tys. na m² gleby (do 150 tys. na m²), przy czym znaczna ich część skutecznie kiełkuje. Rośliny zarówno młode, jak i dorosłe, cechują się małą śmiertelnością. W efekcie gatunek ten może zdominować zasiedlane zbiorowiska roślinne osiągając duże zagęszczenia (do 2 tys. kwiatostanów na 1 m²).
Rukiewnik wschodni rozprzestrzenia się przez nasiona, ale łatwo odrasta także z korzeni i ich fragmentów (roślina potrafi odrosnąć z fragmentu korzenia o długości 1 cm). Współcześnie najczęściej przemieszczany jest na nowe stanowiska wraz z sianem i glebą zawierającą korzenie. Był i wciąż bywa oferowany w sprzedaży jako roślina ozdobna. W przeszłości rozsiewany był jako roślina paszowa i jadalna.
Liczba chromosomów 2n = 14. Wielkość genomu, czyli wartość odpowiadająca zawartości DNA w jądrze wyrażona w jednostkach wagowych (pg) wynosi w przypadku jądra haploidalnego: 1C = 2.43 pg.

## Ekologia
Gatunek jest niewybredny odnośnie do warunków glebowych, ale preferuje zasobne gleby na glinach i piaskach o neutralnym pH, niezbyt suche lub wilgotne. Opisywany jest jako preferujący gleby wapienne, ale dobrze rośnie na bardzo różnych podłożach w miejscach przekształconych przez człowieka, włączając w to wysypiska odpadów i ruiny. Źle znosi zacienienie. Warunki siedliskowe mają istotny wpływ na budowę roślin (gatunek jest morfologicznie bardzo plastyczny).
W obrębie naturalnego zasięgu zasiedla miejsca słoneczne na krawędziach lasów, wnętrza lasów i skarpy nadrzeczne. Jako roślina inwazyjna występuje głównie na terenach ruderalnych – przydrożach, terenach kolejowych, wysypiskach gruzu, terenach przemysłowych. Rozprzestrzenia się na suchych i świeżych łąkach, których użytkowanie zostało porzucone. Wkracza także na łąki zalewowe. W syntaksonomii zbiorowisk roślinnych Europy Środkowej rukiewnik wschodni uznawany jest za gatunek wyróżniający dla zespołu Falcario vulgaris-Agropyretum repentis. Występuje jednak w szerokiej gamie różnych zbiorowisk z takich syntaksonów jak: Artemisietea vulgaris, Convolvulo-Agropyrion, Aegopodion podagrariae, Artemisio-Tanacetetum vulgaris, Galio-Urticetea, Calystegietalia, Arrhenatherion elatioris.
Gatunek jest bardzo problematyczny na użytkach zielonych i nieużytkowanych łąkach, które w krótkim czasie może zdominować znacznie redukując miejscową florę. Uznawany jest także za uciążliwy chwast upraw winorośli. W uprawach innych gatunków, które wyrastają wyżej niż rukiewnik, roślina ta nie stanowi problemu ponieważ zacieniona przegrywa konkurencję z gatunkiem uprawnym. Poza skutecznym konkurowaniem tego gatunku o przestrzeń w miejscach występowania, podczas obfitego kwitnienia rukiewnik wabi skutecznie owady zapylające, co znacznie ogranicza szanse na zapylenie gatunków współtowarzyszących. Stwierdzono także zróżnicowane wobec różnych roślin, ale raczej niewielkie oddziaływania allelopatyczne.